# Смирнов, Андрей Вадимович
Андре́й Вади́мович Смирно́в (род. 12 мая 1958, Москва, СССР) — советский и российский философ
, доктор философских наук (1998), профессор, академик РАН по Отделению общественных наук (2016; член-корреспондент с 2006). Сфера научных интересов: логико-смысловые исследования и сравнительная философия. Специалист в области истории классической арабской философии.

## Биография
Окончил Институт стран Азии и Африки при МГУ (1981). В 1986—1989 годах обучался в заочной аспирантуре Института философии АН СССР; в 1989 году защитил кандидатскую диссертацию на тему «Философия Ибн Араби (1165—1240)», в 1998 году — докторскую диссертацию «Процедуры формирования смысла в средневековой арабо-мусульманской философии».
С 1988 года работает в Институте философии: с 2008 года — заведующий сектором философии исламского мира, с 22 декабря 2015 по 2021 год — директор Института. Заведующий отделением востоковедения философского факультета ГАУГН. Академик-секретарь Отделения общественных наук РАН (2017—2022).
В 2010 году участвовал в экспертизе школьного курса «Основы религиозных культур и светской этики».
Член Руководящего комитета Международной федерации философских обществ (FISP Steering committee)(с 2018)
Главный редактор «Философского журнала»; член редакционной коллегии изданий: «Вопросы философии», «Восток», «Исламоведение», «Человек», «Журнал Сибирского федерального университета». Серия: Гуманитарные науки». Входит в состав ВАК РФ (с 2019).
16 мая 2019 года Общим собранием Российского философского общества избран президентом РФО.

## Работы
Монографии
- Великий шейх суфизма (опыт парадигмального анализа философии Ибн Араби). — М.: Наука (издательская фирма «Восточная литература»), 1993.
- Аль-Кирмани, Хамид ад-Дин. Успокоение разума (Рахат аль-акль). Введение, перевод с арабского и комментарии. М.: Ладомир, 1995 (рецензия в Bulletin of the SOAS).
- Логика смысла. Теория и её приложение к анализу классической арабской философии и культуры. М.: Языки славянской культуры, 2001 (Рецензии: Transcendent Philosophy; Spektrum Iran) (английское издание)
- Логико-смысловые основания арабо-мусульманской культуры: семиотика и изобразительное искусство. М.: ИФРАН, 2005
- О подходе к сравнительному изучению культур. СПб.: Изд-во СПбГУП, 2009
- Ибн Араби. Избранное. Т. 2 / Перевод с арабского, вводная статья и комментарии А. В. Смирнова. — М.: Языки славянской культуры: ООО «Садра», 2014
- Сознание. Логика. Язык. Культура. Смысл. М.: Языки славянской культуры, 2015. — 712 c. — (Studia philosophica). ISBN 978-5-94457-235-6
- Событие и вещи. М.: Садра: Издательский дом ЯСК, 2017. — 232 с. — ISBN 978-5-906859-48-8
- Всечеловеческое vs. общечеловеческое. М.: ООО «Садра», Издательский Дом ЯСК, 2019. — 216 с. — ISBN 978-5-907041-24-0  (Рецензия Р. Р. Вахитова)

Коллективные монографии
- Россия и мусульманский мир: инаковость как проблема / Отв. ред. А. В. Смирнов. — М.: Языки славянских культур, 2010 (в соавторстве)
- История арабо-мусульманской философии: Учебник / Под ред. А. В. Смирнова. — М.: Академический Проект, 2013. — 255 с. — ISBN 978-5-8291-1463-3 (в соавторстве)
- История арабо-мусульманской философии: Антология / Под ред. А. В. Смирнова. — М.: Академический Проект, 2013. — 267 с. — ISBN 978-5-8291-1464-0 (в соавторстве)

Статьи
- Три решения проблемы трансцендентности и имманентности божественной сущности в философии Ибн Араби // Рационалистическая традиция и современность: Ближний и Средний Восток. — М., Наука, 1990, с.206-223.
- Путь к Истине: Ибн Араби и Николай Бердяев (о двух типах мистического философствования) // Параллели (Россия — Восток — Запад). Альманах философской компаративистики, Выпуск 1. — Филос. общ-во СССР, М., 1991, с.109-143; перепечатано в: Христиане и мусульмане: проблемы диалога. Хрестоматия (сост. А.Журавский). М.: ББИ, 2000, с.402-434, а также в: Камень веры: Духовное наследие христианства и ислама. № 1. М., 2011, стр. 175—203
- Механизмы смыслогенерации как ключ к пониманию инокультурных философских традиций. Сравнительный анализ европейской и средневековой арабской мысли (резюме доклада. Секция 30: «Сравнительная философия») // XIX World Congress of Philosophy, v.2. 1993.
- Философия Николая Кузанского и Ибн Араби: два типа рационализации мистицизма // Бог, человек, общество в традиционных культурах Востока. — М.: Наука, 1993, с.156-175.
- Христианские мотивы в религиозно-философских концепциях суфизма и исмаилизма // Ислам и проблемы межцивилизационных взаимодействий. М., 1994, стр.268-278, а также в журнале Восток, № 6, 1993, стр.12-18.
- Диалог буддиста и суфия о том, что есть Истина (в соавторстве с А. А. Накорчевским) // Историко-философский ежегодник 1992. — М.: Наука, 1994, с.182-199.
- К вопросу об особенностях арабской семиотической теории // Невербальное поле культуры. Материалы научной конференции «Невербальные коммуникации в культуре». М.: РГГУ, 1995, с.149-150.
- Существует ли «всемирная философия», или проблема преодоления чуждости чужого // Историко-философский ежегодник 1994. — М.: Наука, 1995, с. 352—360; перепечатано в: Философия философии. Тексты философии: Учебное пособие для вузов / Ред-сост. В. Кузнецов. М.: Академический проект; Фонд «Мир», 2012, стр. 202—211.
- Аль-Аш‘ари, Абу аль-Хасан. «О чём говорили люди ислама и в чём разошлись вершившие молитву» (отрывки). Перевод с арабского // М. Т. Степанянц. Восточная философия: вводный курс. Избранные тексты. 1-е изд. М., Издательская фирма «Восточная литература» РАН, 1997, с.365-384.
- Что стоит за термином «средневековая арабская философия» (рассмотрение вопроса в ракурсе проблематики истинности и причинности) // Средневековая арабская философия: проблемы и решения. М., Восточная литература, 1998, с.42-81
- Возможна ли трактовка Универсума как языкового феномена? Саадия Гаон и его «Комментарий на „Книгу творения“» (Историко-философский ежегодник-1997. М., Наука, 1999, с.283-307)
- Становление мусульманской доктринальной мысли и ранняя исламская философия (к вопросу о взаимном влиянии на примере ал-Фикх ал-’акбар псевдо-Абу Ханифы). Введение, перевод с араб. и комментарии // Вестник РГГУ. Вып. 4. Восток: Исследования. Переводы. М.:РГГУ, 2000, с. 52-86
- Подражания восточным стихотворцам: встреча русской поэзии и арабо-персидской поэтики (в соавторстве с Н. Ю. Чалисовой) // Сравнительная философия. М., Изд. фирма «Вост. лит-ра» РАН, 2000, с.245-344
- Нравственная природа человека: арабо-мусульманская традиция // Этическая мысль: Ежегодник. М.: Ин-т философии РАН, 2000, с.46-70. Перепечатано в: Этическая мысль: современные исследования. М.: Прогресс-Традиция, 2009, стр.177-202
- Философский поиск ас-Сухраварди // Исламская культура в мировой цивилизации и новые идеи в философии. СПб: Изд-во С.-Петерб. ун-та, 2001, с.94-106; статья перепечата в издании: Труды по культурной антропологии (памяти Г. А. Ткаченко). М.: Издательская фирма «Восточная литература» РАН, Издательский дом «Муравей», 2002, с.411-421
- Номинальность и содержательность: почему некритическое исследование «универсалий культуры» грозит заблуждением // Универсалии восточных культур. М.: Изд. фирма «Вост. лит-ра» РАН, 2001, с.290-317
- Возможно ли понимание еврейской философии как единой традиции? (Вместо послесловия) // Р. Йошпе. Что такое еврейская философия? Иерусалим-М.: Гешарим-Мосты культуры, 2003, с. 118—125
- Логические основания — мера инакости? // Казус: Индивидуальное и уникальное в истории, 2003. М.: ОГИ, 2003, стр. 525—539
- Рецензия на книгу: Аш-Ширази, Садр ад-Дин (мулла Садра). Престольная мудрость / Пер. с араб., предисл. и примеч. Я.Эшотса. М.: Изд. фирма «Восточная литература» РАН, 2004 // Вестник Российского философского общества, № 2 (30) 2004, М., 2004, с.78-79
- О понятии «свобода» в арабо-мусульманской культуре // Историко-философский ежегодник-2003. М.: Наука, 2004, стр. 393—399
- Дуализм и монизм: различие и сходство двух вариантов суфийской этики // Сравнительная философия: Моральная философия в контексте многообразия культур. М.: Изд. фирма «Вост. лит-ра» РАН, 2004, стр. 243—251
- «Терпимость» или «вседозволенность»: дополнительность содержания и логики построения понятия // Одиссей. Человек в истории. 2004 / Гл. ред. А. Я. Гуревич. М.: Наука, 2004, стр.205-225
- Мусульманская этика как система // Этическая мысль. Вып. 6 / Отв.ред. А. А. Гусейнов. М.: ИФ РАН, 2005, стр. 51—75.
- La Filosofia Mistica e la ricerca della Verita / Pres. et trad. Alberto De Luca. Roma: Simmetria, 2005.
- История классической арабской философии // Вестник Российского гуманитарного научного фонда 2006, № 1 (42). М., 2006, стр.106-113
- Рецензия на книгу: Salman H. Bashier. Ibn al-‘Arabī’s Barzakh. The Concept of the Limit and the Relationship between God and the World. Albany: SUNY Press, 2004 // Journal of the Muhyiddin Ibn ‘Arabi Society. Oxford: Vol. XL, 2006, p.120-125
- Основания рациональности в разных культурах // Актуальные проблемы современности сквозь призму философии: Сборник докладов. Выпуск 1 / Отв. ред. С. В. Девяткин; НовГУ имени Ярослава Мудрого. — Великий Новгород, 2007, стр.131-161.
- Логико-смысловой подход в сравнительной философии (Выступление в Новгородском государственном университете им. Я.Мудрого, ноябрь 2006 г.)
- «Благо» и «зло» в исламской традиции и философии (к постановке вопроса). Избранные тексты // Этическая мысль. Выпуск 8 / Отв. ред. А. А. Гусейнов. М.: ИФРАН, 2008, стр. 154—193
- Ибн Халдун. Введение (ал Мукаддима) / составл., пер. с араб. и примеч. А. В. Смирнова // Историко-философский ежегодник 2007. М.: Наука, 2008, стр. 187—217
- Культурологическая компаративистика в работах Г. А. Ткаченко // Григорий Ткаченко. Избранные труды: китайская космология и антропология. М.: РАО Говорящая книга, 2008, стр. xxii-xxvi
- Логические основания философии времени мутазилитов // Философский журнал. № 2(3)/2009, стр.132-163 (в соавторстве с А. М. Анисовым)
- Является ли универсальность философского разума стереотипом? // Философия в диалоге культур: материалы Всемирного дня философии. М.: Прогресс-Традиция, 2010, стр. 96-101
- Христианские мотивы в узоре исламской мысли: Ибн Араби и ал-Кирмани // Символ. Париж-Москва. № 58 (2010). с.104-126
- Шихаб ад-Дин Йахйа ас-Сухраварди. Мудрость озарения (отрывок). Перевод с арабского и комментарии А. В. Смирнова // Ишрак: Ежегодник исламской философии. № 2. — М.: "Издательская фирма «Восточная литература» РАН, 2011, стр.28-46
- Путь к истине: Ибн Араби и Николай Бердяев // Камень веры: Духовное наследие христианства и ислама. № 1. М., 2011, стр. 175—203
- Ибн ‘Араби. Геммы мудрости. Глава 1 (отрывок). Перевод с арабского и комментарий А. В. Смирнова // Ишрак: Ежегодник исламской философии. № 3. М.: Вост. лит., 2012, стр. 62-76
- Работа над ошибками: чем объяснить герменевтическую неудачу Т.Ибрагима? // Ишрак: Ежегодник исламской философии. № 3. М.: Вост. лит., 2012, стр. 601—634
- Как можно говорить о логиках мышления разных культур? (Послесловие к статье Го Сяоли) // Философский журнал. № 1(8), 2012. М.: ИФ РАН, 2012, стр. 98-102
- Хамид ад-Дин ал-Кирмани. Успокоение разума (отрывки) / пер. с араб и коммент. А. В. Смирнова // Ишрак : ежегодник исламской философии : 2013. № 4 = Ishraq : Islamic Philosophy Yearbook : 2013. No. 4. — М. : Вост. лит., 2013, стр. 219—261
- Архитектоника сознания и архитектоника текста (вместо введения к «Наставлениям ищущему Бога») // Ибн Араби. Избранное. Т. 2. М.: Языки славянской культуры: ООО «Садра», 2014, стр. 339—345
- Ибн Араби. [Наставления ищущему Бога.] Мекканские откровения, т.4. Введение, перевод с арабского и комментарии А. В. Смирнова // Ибн Араби. Избранное. Т. 2. М.: Языки славянской культуры: ООО «Садра», 2014, стр. 346—398
- Обманчивая похожесть заимствований: история идей и смысловая логика // История философии: вызовы XXI века / Отв. ред. Н. В. Мотрошилова. М.: «Канон+» РООИ «Реабилитация», 2014, С. 246—250; Философия и вызовы XXI века// История философии: вызовы XXI века / Отв. ред. Н. В. Мотрошилова. М.: «Канон+» РООИ «Реабилитация», 2014, С. 295—302
- Классический ислам и современный Дагестан: как можно сегодня прочитывать исламское наследие // Проблемы российского самосознания: историческая память народа. Москва-Махачкала: изд-во «Дельта-пресс», 2015. С. 43—53
- Классическая арабо-мусульманская этическая мысль // История этических учений: Учебник для вузов / Под ред. А. А. Гусейнова. — М.: Академический проект; Трикста, 2015. С. 193—290
- Пропозиция и предикация // Философский журнал 2016. Т. 9. № 1. С. 5—24
- «Смысл» и «форма»: два пути трансценденции (О. Памук и классическая арабо-мусульманская эпистемология) // Вопросы философии. 2016. № 4. С. 28-41
- Эпистема классической арабо-мусульманской культуры // Ya evaṃ veda … Кто так знает … Памяти Владимира Николаевича Романова. М.: РГГУ, 2016. С. 299—323
- Осуществим ли сегодня исламский цивилизационный проект? // Современные глобальные вызовы и национальные интересы: XVI Международные Лихачевские научные чтения, 19-21 мая 2016 г. СПб. : СПбГУП, 2016. С. 229—232.
- Логика осмысления родителями профилактических прививок // Медицинская психология в России: электрон. науч. журн. — 2017. — T. 9, № 5(46) . — URL: http://www.mprj.ru/archiv_global/2017_5_46/nomer02.php (в соавторстве с В. К. Солондаевым)
- Открытое все-единство нашей философии // Вопросы философии. 2017. № 7. С. 114—118, в рамках обсуждения проекта «Анатомия философии»
- Коллективное когнитивное бессознательное и его функции в логике, языке и культуре // Вестник Российской академии наук. 2017. Том 87. № 10. С. 867—878. DOI: 10.7868/S0869587317100012
- Ислам и национально-культурная идентичность // Адам ǝлемi: Философский и общественно-гуманитарный журнал. [Алма-Ата]: Институт философии, политологии и религиоведения КН МОН РК. 2016. № 4 (70). С. 75—82
- Проект многоцивилизационного мира как основание идеи многополярности: концепция всечеловеческого сегодня // Национальная философия в глобальном мире: тезисы Первого белорусского философского конгресса. Минск: Беларуская навука, 2017. С. 350—352
- Перевод как изготовление значения: несколько слов о названии «Истории» Ибн Халдуна // Ишрак: ежегодник исламской философии: 2017. № 8. М.: Вост. лит., 2017. С. 179—209.
- О формализации умозаключения в процессуальной логике. Часть I // Философский журнал. 2017. Т. 10. № 4. С. 72-92. DOI: 10.21146/2072-0726-2017-10-4-72-92
- О формализации умозаключения в процессуальной логике. Часть II // Философский журнал. 2018. Т. 11. № 1. С. 5-27. DOI: 10.21146/2072-0726-2018-11-1-5-27

Учебные пособия
- История арабо-мусульманской философии: Учебник / Под ред. А. В. Смирнова. — М.: Академический Проект, 2013. — 255 с. — ISBN 978-5-8291-1463-3 (в соавторстве)
- История арабо-мусульманской философии: Антология / Под ред. А. В. Смирнова. — М.: Академический Проект, 2013. — 267 с. — ISBN 978-5-8291-1464-0 (в соавторстве)
- Спецкурс «История средневековой арабской философии». Темы // История философии. Программа углубленного изучения (для студентов, аспирантов, преподавателей) / Ред. Н. В. Мотрошилова, И. А. Михайлов, Э. Ю. Соловьев. М.: «Феноменология-Герменевтика», 2002, стр. 48-50
- Классическая арабо-мусульманская этическая мысль // История этических учений / Ред. А. А. Гусейнов. М.: Гарадарики, 2003, стр. 204—309; второе издание: История этических учений: Учебник для вузов / Под ред. А. А. Гусейнова. — М.: Академический проект; Трикста, 2015. С. 193—290 (PDF)
- Арабо-мусульманская философия: программа учебной дисциплины / сост. А. В. Смирнов; НовГУ имени Ярослава Мудрого. — Великий Новгород, 2009.